# Prognorisma reticulata
Prognorisma reticulata là một loài bướm đêm trong họ Noctuidae.